# Skrytoskrzel
Skrytoskrzel, diabeł błotny (Cryptobranchus alleganiensis) – gatunek płaza ogoniastego z rodziny skrytoskrzelnych występujący w Stanach Zjednoczonych, w rzekach i strumieniach. Jest jedynym przedstawicielem rodzaju Cryptobranchus i największym płazem ogoniastym Ameryki Północnej.

## Zasięg występowania
Zamieszkuje wschodnią część Stanów Zjednoczonych, na obszarze od południowego Illinois, Indiany, Ohio i Pensylwanii oraz południowo-zachodniej części stanu Nowy Jork do Missouri, północnego Arkansas i Missisipi, Alabamy, północnej Georgii, zachodniej części Karoliny Północnej i Południowej, Wirginii Zachodniej oraz zachodniej części stanów Wirginia i Maryland.

## Budowa ciała
Osiąga od 29 do 76 cm długości. Samice są nieco większe od samców. Głowa szeroka, silnie spłaszczona. Tułów wydłużony i spłaszczony grzbietobrzusznie. Ogon, stanowiący do 1/3 długości całkowitej, jest masywny, wysoki, bocznie spłaszczony i otoczony fałdami skórnymi z których grzbietowy, w postaci niskiej listewki zachodzi niemal do połowy tułowia. Wzdłuż boków tułowia, od głowy do nasady ogona, oraz na zewnętrznych skrajach nóg występują szerokie, mięsiste, pomarszczone fałdy skórne. Nogi krótkie i grube – przednie są zaopatrzone w 4, a tylne w 5 również krótkich i grubych palców. Otwór gębowy jest duży i głęboko wcięty, nozdrza położone są na samym końcu pyska. Oczy małe, pozbawione powiek, są położone po bokach głowy. Dorosłe osobniki posiadają za głową parę otworów skrzelowych bądź tylko jeden otwór położony po lewej stronie. W komorze skrzelowej znajdują się cztery pary łuków skrzelowych.
Ubarwienie zmienne – od szarego, przez szarobrązowe do czarnego z małymi, nieregularnymi jaśniejszymi i ciemniejszymi plamkami.

## Biologia i ekologia

### Tryb życia
Prowadzi ściśle wodny tryb życia. Jego siedlisko stanowią duże, średnio głębokie strumienie i rzeki z kamienistym dnem i dobrze natlenioną wodą. Przebywa w miejscach o szybkim nurcie i głębokości około 1 m, gdzie kryje się wśród kamieni, korzeni itp. Jest aktywny w nocy, w czasie żerowania powoli kroczy po dnie bądź przepływa niewielkie odcinki przy pomocy bocznych ruchów ogona. Rzadko wypływa ku powierzchni w celu zaczerpnięcia powietrza.

### Odżywianie
Żywi się wszelkimi organizmami wodnymi, które jest w stanie połknąć. Są to najczęściej rozmaite robaki, ślimaki raki, płazy, ryby, ikra itp.

### Rozród
Okres godowy ma miejsce w sierpniu i wrześniu. W tym czasie samce wyróżniają się silnie uwypuklonymi wargami kloakalnymi. Samica składa skrzek w gnieździe zbudowanym przez samca pod dużymi kamieniami – do jednego gniazda zwykle składa jaja kilka samic. Skrzek jest składany w postaci dwóch długich, galaretowatych sznurów o charakterystycznym kształcie – każda komórka jajowa jest otoczona galaretowatymi, przezroczystymi osłonkami i jest połączona z następną przy pomocy galaretowatego sznureczka. Całość przypomina sznur koralików. Średnica komórki jajowej wynosi około 6 mm, średnica jaja wraz z osłonkami 18–20 mm. Zapłodnienie jest zewnętrzne. Jedna samica składa w okresie godowym łącznie 300–450 jaj.
Samiec opiekuje się jajami oraz kijankami, siedząc w gnieździe i wychylając z niego tylko głowę. Inkubacja jaj trwa, w zależności od temperatury wody, od 2 do 4 miesięcy. Kijanki świeżo po wylęgu mierzą około 3 cm. Wyrośnięta kijanka ma dobrze rozwinięte odnóża oraz skrzela zewnętrzne a także płetwę ogonową z wysokimi fałdami skórnymi. Przeobrażenie następuje po 18–20 miesiącach przy długości 10–13 cm. Diabeł błotny przechodzi przeobrażenie niezupełne – u osobnika dorosłego pozostają szczeliny skrzelowe i skrzela wewnętrzne. Dojrzałość płciową uzyskuje w 5–6 roku życia.

## Folklor
Zwierzę to jest po angielsku nazywane „diabelskim psem” lub „aligatorem z Allegheny”. Ta duża salamandra, uznawana za brzydką, jest często napotykana przez zaskoczonych rybaków pod kamieniami i na końcu linki z przynętą. Niektórzy wierzą, że diabły błotne brudzą linkę wędkarską szlamem, odstraszają łowione ryby i potrafią ugryźć jadowicie. W rzeczywistości oprócz niejadowitego ukąszenia i niewielkiej ilości toksyn na skórze (w razie kontaktu nie należy dotykać swych oczu) są bezbronne. Ich obecność w strumieniu jest oznaką jego czystości.